# Sint-Pancratiuskerk (Widooie)
De Sint-Pancratiuskerk is een kerkgebouw in Widooie in de Belgische gemeente Tongeren-Borgloon in de provincie Limburg. De kerk ligt aan de Widooiestraat en aan de Sint-Pankraasstraat. Om de kerk ligt er een ommuurd kerkhof.
Het bakstenen gebouw is een classicistische pseudobasiliek en bestaat uit een voorstaande westtoren, een driebeukig schip met vier traveeën en een koor met een rechte travee en een halfronde sluiting. Het koor wordt geflankeerd door sacristieën. De toren heeft drie geledingen, afgewerkt met hardsteen en een ingesnoerde naaldspits. De toren heeft een rondboogportaal, een rondboogvenster, een oculus, galmgaten, waterlijsten en klauwstukken. Deze klauwstukken verbinden de tweede met de derde geleding. Het schip en het koor hebben rondboogvensters voorzien van bogen van hardsteen en doorgetrokken imposten. Het gebouw heeft een zadeldak gedekt met leien. Tussen de middenbeuk en de zijbeuken bevinden zich rondboogarcaden op zuilen. Het schip wordt overwelft door een tongewelf en het koor door een halve koepel.
De kerk is de parochiekerk van het dorp en is gewijd aan Sint-Pancratius.

## Geschiedenis
De Sint-Pancratiuskerk is waarschijnlijk omstreeks 1100 afgescheiden van de parochie van Haren. 
Het patronaatsrecht en tiendrecht was in bezit van het Onze-Lieve-Vrouwekapittel te Tongeren.
In de 12e eeuw bestond de kerk reeds. In 1205 werd er een rector vermeld.
In 1421 werd de kerk gerestaureerd.
Aan het eind van de 18e eeuw werd gemeld dat de kerk in bouwvallige staat was.
In 1845 bouwde men een nieuwe kerk naar het ontwerp van J. Dumont en onder leiding van architect Suys.
In 2014-2015 werd de kerk volledig gerestaureerd en werd de torenhaan teruggeplaatst.